# Pasażerka (opera)
Pasażerka (ros. Пассажирка) – opera Mieczysława Weinberga, w dwóch aktach z epilogiem, do której libretto napisał Aleksander Miedwiediew na podstawie powieści Zofii Posmysz. Dzieło, choć napisane w 1968 roku, miało prapremierę w Moskwie dopiero 25 grudnia 2006 roku (wersja koncertowa) oraz w Bregencji 21 lipca 2010 roku (wersja sceniczna). Premiera polska opery odbyła się w Warszawie 8 października 2010 roku.

## Osoby
- Marta – sopran
- Lisa – mezzosopran
- Tadeusz – baryton
- Walter – tenor
- Katia – sopran
- Krystyna – mezzosopran
- Vlasta, Hannah, Yvette – soprany
- Stara – alt
- Bronka – sopran
- trzej esesmani – bas, tenor, baryton
- Stary Pasażer – bas
- Nadzorczyni – rola mówiona
- Kapo – rola mówiona
- Steward – baryton
- więźniowie, pasażerowie transatlantyku, oficerowie[1].

## Treść
Akcja rozgrywa się na luksusowym statku u progu lat 60. XX wieku oraz (w retrospekcji) podczas II wojny światowej. Na transatlantyku przebywa małżeństwo Lisa i Walter. Lisa w pewnym momencie spostrzega pasażerkę, która przypomina Martę, jedną z więźniarek obozu koncentracyjnego Auschwitz-Birkenau. Jej widok doprowadza Lisę nieomal do obłędu. Wywołuje w niej szereg wspomnień i skojarzeń. Lisa wyznaje mężowi, że była obozową strażniczką w szeregach SS. Między małżonkami dochodzi do kryzysu.